# Synyster Gates
Brian Elwin Haner, Jr. (ismertebb nevén Synyster Gates vagy szimplán Syn) (Huntington Beach, Kalifornia, 1981. július 7. –) amerikai zenész, az Avenged Sevenfold nevű amerikai hard rock, heavy metal együttes szólógitárosaként vált ismertté.

## Korai évek
Hollywoodban a Musicians Institute nevű iskolában a Guitar Institute of Technology program keretében jazz és klasszikus gitáron tanult. Körülbelül egy évig volt ott, majd hívást kapott The Revtől, aki megkérdezte tőle, akar-e a bandája szólógitárosa lenni. Haner igent mondott és nem folytatta tanulmányait, hanem stúdiózenésszé vált. Addig önállóan tanult, zenei videókat nézett, könyveket olvasott. Apja, Brian Haner, Sr. a Guitar Guy néven vált ismertté, zeneszerző, gitáros és humorista. Gates spanyol, cseroki és német felmenőkkel rendelkezik.

## Avenged Sevenfold

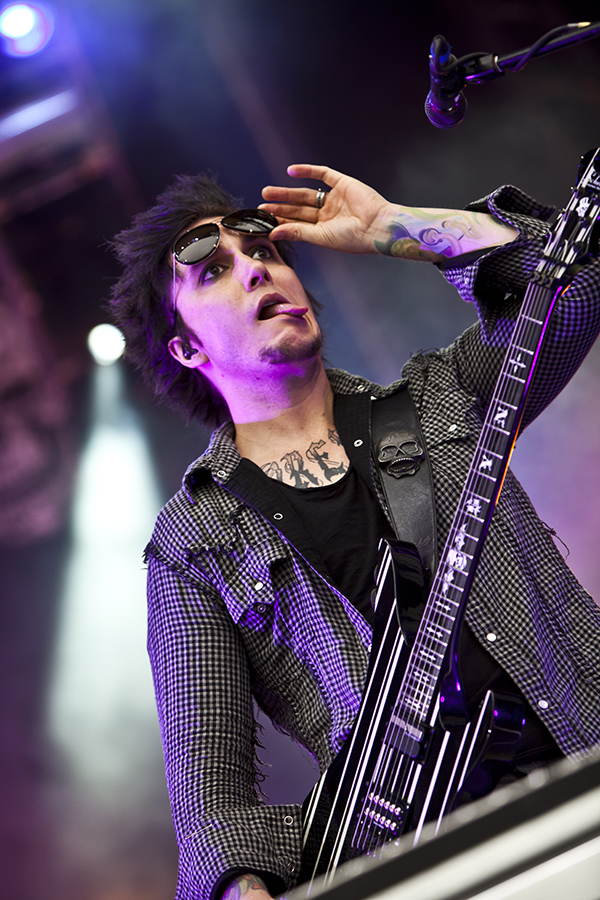
2011. Norvégia

Gates 1999-ben a legjobb barátjával, The Revvel csatlakozott az Avenged Sevenfoldhoz, 18 évesek voltak, miután felvették a banda első albumát, a Sounding the Seventh Trumpetet. Közreműködött a Warmness on the Soul középlemezen, amely az első album kiválasztott dalait tartalmazza, úgy, mint a To End The Rapture új, Synysteres verzióját.
Gates lett a zenekar szólógitárosa. A Sounding the Seventh Trumpet óta a banda 6 stúdióalbumot jelentetett meg: Waking the Fallen, City of Evil, Avenged Sevenfold (cím nélküli album), Nightmare, Hail to The King, The Stage . Illetve egy DVD-t All Excess, és egy koncert CD/DVD-t Live in the LBC & Diamonds in the Rough címmel.
Az All Excessen Gates elmondta, a neve egy The Revvel való részeg parki kocsikázásból jött.
Számtalan díjat nyert már, beleértve a 2006-os Metal Hammer Young Shredder és a 2006-os Total Guitar magazin Az év gitárosa díját.
A Revolver magazin Avenged Sevenfoldos különkiadásában – ami a Nightmare albummal egy napon jelent meg – Gates elmondta, eredetileg nagyapja tiszteletére kezdte el írni a So Far Away című dalt. Most már elsősorban The Revről szól, aki 2009 decemberében hunyt el.
2011. április 20-án Gates megnyerte „A legjobb gitárosok” című Revolver Golden God díjat bandatársával, Zacky Vengeance-szel együtt. Az Avenged Sevenfold más díjakat is hazavihetett aznap este, a fő koncertet is ők adták.

## Pinkly Smooth
Haner The Revvel együtt játszott egy avantgárd metal bandában, a Pinkly Smooth-ban, amit 2001. nyarán, Huntington Beachen, Kaliforniában alapítottak az ex-Ballistico tagokkal, Buck Silverspur basszusgitárossal és D-Rock dobossal. Egy albumuk jött ki Unfortunate Snort címmel a Bucktan Records gondozásában, műfajilag átmenet a punk, a ska és az avantgárd zene között. Egykori Avenged Sevenfold basszusgitáros, Justin Meacham játszott a billentyűkön és zongorán. Volt spekuláció a Pinkly Smooth újraegyesülését illetően, de The Rev halála miatt nagyon valószínűtlen, hogy ez valaha bekövetkezik. Habár Synyster Gates elmondta, gondolt rá, hogy újra masterolják az Unfortunate Snort számait és megint kiadják az albumot.

## Vendégszereplések
- Bleeding Through – Savior, Saint, Salvation szám (M. Shadows-zal).
- Good Charlotte – The River szám és klip (M. Shadows-zal).
- Burn Halo – Dirty Little Girl szám és klip.
- Burn Halo – Anejo szám.
- Brian Haner – Blow-Up Doll klip.
- The Jeff Dunham Show bevezető dal (apjával együtt).
- AxeWound – Vultures szám.

## Idézetek
- "A legjelentősebb kulcselem a számokban a gitárszóló. Ezt mindenki tudja, EZT MINDENKI TUDJA!!"
- "Synyster Gates-t játszom és gitár vagyok."
- "Az asztalon fogok ülni, úgy értem a széken."
- (M.Shadows-ról beszél) "Ő egy őrült csávó. Vakmerő vezető és a legjobb frontember. Nagyszerű énekes és nagyon kreatív. Hatalmas lóf*sz. Istenem, szeretem ezt a lóf*szt. Felnőtt embereket is meg tud siratni!" (Valószínűleg erősen ittas állapotában hagyták el a száját ezek a szavak)

## Felszerelés

### Gitárok
Synyster Gates többnyire Schecter gitárokat használ. A Schecter Guitar Research szponzorálja és saját modellje is van, Avenger néven. Illetve ESP gitárokon is látták játszani, amikor az A7X a Waking the Fallent és a City of Evilt vette fel.
- Schecter Synyster Gates Signature Special model with Seymour Duncan SH-8 Invaders and Sustainiac neck pickup sustainer
- Schecter Synyster Gates Signature Custom models with Seymour Duncan SH-8 Invaders and Sustainiac neck pickup sustainer
- Schecters custom models with Rebel flag, American flag, German flag, Black with Red Stripes, Red with Black Stripes, White with Gold Stripes, one featuring Jack Nicholson's Joker art and color scheme, and one with Tune-O-Matic Bridge.
- Schecter Synyster Gates Custom a fogólapon „REV” „SYN” helyett – So Far Away klip
- Schecter Synyster Gates Custom Prototype
- Schecter Synyster Special Prototype
- Schecter Synyster Deluxe Prototype
- Schecter Synyster Special
- Schecter Synyster Deluxe
- Schecter Avenger
- Schecter C-1 Classic – Transparent Blue
- Schecter Custom C-1 FR
- Schecter Omen-6 FR Prototype
- Schecter Hellraiser C-1 FR
- Schecter PT Fastback
- Schecter S-1 loaded with Seymour Duncan JBs
- Schecter Banshee
- Gibson Les Paul fehérben – Unholy Confessions klip
- Parker Fly
- Ibanez – S Prestige
- Fender – Squier Stratocaster

### Erősítők és effektek
Bognert, Marshallt, Mesa/Boogiet használt többnyire, majd a későbbi koncerteken Schectert.
- Schecter Hellwin series (Hail to the king)
- Marshall JCM800 (a Nightmare-en)
- Krank Distortus Maximus[3]
- Boss SD-1 Super Overdrive
- Boss CS-3 Compresser Sustainer(2)
- Boss RV-5 Digital Reverb
- Boss BF-3 Flanger
- Boss PH-3 Phase Shifter
- Boss GT 8
- Boss GT 10
- Frantone "The Sweet" Distortion
- DigiTech Whammy Pedal
- Dunlop Crybaby from Hell
- Dunlop Crybaby RackWah
- Budda Custom Wah
- MXR Custom Audio Electronics MC-401 Boost Pedal
- MXR Carbon Copy Delay
- MXR Custom Comp
- Mesa Boogie Dual Rectifier
- Visual Sound H20 Chorus & Echo[4]
- Ernie Ball Wah Pedal[5]
- Sustainiac Stealth Pro Sustainer
- Bogner Uberschall
- Bogner Uberschall Twin Jet
- Mesa Boogie Rectifier
- Marshall JCM 800
- Mesa Boogie 4x12 Cabinets
- Marshall 4x12 Cabinets